# We Didn’t Start the Fire
«We Didn’t Start the Fire» (с англ. — «Не мы раздули пожар») — песня американского музыканта Билли Джоэла. Её текст представляет собой короткие аллюзии на более чем 100 ключевых событий мировой истории, произошедших между 1949 годом, годом рождения Джоэла, и 1989 годом, когда песня была выпущена в альбоме Storm Front. Композиция стала хитом в США, добравшись до 1-го места чарта Billboard Hot 100, а также получила номинации на премию «Грэмми» в категориях «Запись года», «Песня года» и «Лучшее мужское вокальное поп-исполнение».

## История создания
Джоэл придумал эту песню в канун своего сорокалетия. Музыкант находился в студии звукозаписи, где встретил 21-летнего друга Шона Леннона, который посетовал во время их разговора, что «Это время — ужасно для двадцатилетних!», на что Джоэл ответил: «Да, я помню, когда мне было 21 — я тоже думал, что это ужасные времена, мы [США] воевали во Вьетнаме, начались проблемы с наркотиками, и гражданскими правами, и всё вокруг казалось ужасным». Леннон воскликнул: «Да, да, да, но для тебя всё было по-другому. Ты был ребёнком в пятидесятых, и все знают, что в пятидесятых ничего не происходило». Музыкант парировал — «Погоди-ка, разве ты не слышал о Корейской войне или кризисе вокруг Суэцкого канала?». Впоследствии Джоэл говорил, что эти инциденты мировой истории XX века и легли в основу песни. Также Джоэл критиковал эту песню по чисто музыкальным соображениям. В 1993 году, во время беседы с режиссёром-документалистом Дэвидом Хорном, музыкант неблагоприятно сравнил его мелодическое содержание в пользу своей же песни «The Longest Time»: «Возьмите такую песню, как „We Didn’t Start the Fire“. По правде говоря, это не очень хорошая песня … Если взять мелодию саму по себе, то она ужасна. Словно сверло дантиста».
Когда Джоэла спросили, намеренно ли он отразил хронику холодной войны с помощью этой песни, он ответил: «Мне просто повезло, что Советский Союз решил закрыть лавочку [вскоре после выхода песни]», и что период его существования «был симметричен — 40 лет». Помимо этого музыканту задали вопрос, может ли он написать продолжение — о следующих двух годах после событий, произошедших в оригинальной песне, на что он ответил так: «Нет, я уже написал одну песню, и я считаю, что она не была по-настоящему хороша с мелодической точки зрения».

## Музыкальное видео
Музыкальное видео для сингла было снято режиссёром Крисом Блумом. Видео начинается с того, что отмечающие новоселье молодожёны входят на кухню, оформленную в стиле 1940-х годов, после чего демонстрирует события, происходящие в их семейной жизни на протяжении следующих четырёх десятилетий, включая появление детей, их взросление, а впоследствии и внуков, а также кончину отца семейства. Течение времени символизируется периодическим ремонтом и модернизацией кухни, в свою очередь на протяжении всего видео Билли Джоэл наблюдает за их жизнью со стороны.

## Отсылки к историческим событиям
Хотя Билли Джоэл поёт текст песни очень быстро, упоминая в одной строчке по нескольку исторических персон или событий, существует общепризнанный консенсус относительно смысла её содержания. Так, писатель Стивен Эттингер отмечал: 
Билли Джоэл запечатлел главные образы, события и личности текущего полувека в трехминутной песне... Которая представляла собой прямолинейную информационную перегрузку и предполагала, что мы точно знаем, о чем он поёт... Что было по-настоящему тревожным, так это осознание того, что мы, слушатели, по большей части прекрасно понимали его отсылки.
Упомянутые в песне исторические события (с текстом — как их поёт Джоэл, выделенным жирным шрифтом) перечислены в том порядке, в котором они фигурируют в песне, содержание которой практически полностью идёт в хронологическом порядке. Текст каждого события представляет собой короткий заголовок (а иногда просто словосочетание), акцентируемый припевом и другими лирическими элементами. Для ясности в список включены более развёрнутые описания событий и исторических личностей. События из различных контекстов, таких как популярные развлечения, международные отношения и спорт, переплетаются, создавая представление о культуре того времени в целом. В песне перечислено 118 событий.

### 1940-е

#### 1948
- Гарри Трумэн (англ. Harry Truman) побеждает на президентских выборах 1948 года в Соединённых Штатах, начиная свой полный президентский срок; ранее он был приведен к присяге после смерти Франклина Д. Рузвельта.
- Дорис Дэй (англ. Doris Day) дебютирует в фильме «Роман в открытом море» с популярной песней «It’s Magic».

#### 1949
- Красный Китай (англ. Red China): коммунистическая партия Китая побеждает в китайской гражданской войне, по итогу этих событий, 21 сентября, была провозглашена Китайская Народная Республика.
- Джонни Рэй (англ. Johnnie Ray): прародитель рок-н-ролла подписывает свой первый контракт с лейблом Okeh Records, хотя жанр обрёл широкую популярность только спустя два года.
- «Юг Тихого океана» (англ. South Pacific): 7 апреля на Бродвее дебютирует мюзикл ставший обладателем рекордных 10 премий «Тони».
- Уолтер Уинчелл (англ. Walter Winchell): газетный и радио-журналист, которому приписывали изобретение колонок со сплетнями[англ.].
- Джо Ди Маджио (англ. Joe DiMaggio): 7 февраля подписывает контракт с клубом «Нью-Йорк Янкис» на рекордные 100 000 долларов.

### 1950-е

#### 1950
- Джо Маккарти (англ. Joe McCarthy), сенатор США, завоевывает национальное внимание и начинает свой крестовый поход против коммунизма со своей речи в день Линкольна[англ.].
- Ричард Никсон (англ. Richard Nixon) впервые избран в Сенат Соединённых Штатов.
- «Студебеккер» (англ. Studebaker), популярная автомобильная компания начинает свое финансовое падение.
- Телевидение (англ. Television) получает широкое распространение по всей Европе и Северной Америке.
- 25 июня Северная Корея (англ. North Korea) вторгается в Южную Корею (англ. South Korea), начиная Корейскую войну.
- Мэрилин Монро (англ. Marilyn Monroe) снялась в пяти фильмах, включая «Асфальтовые джунгли» и «Всё о Еве».

#### 1951
- Розенберги (англ. Rosenbergs), супружеская пара Этель и Джулиус, 29 марта были осуждены за шпионаж.
- Водородная бомба (англ. H-Bomb): Соединённые Штаты находятся в середине разработки водородной бомбы в качестве ядерного оружия; она будет впервые испытана в конце 1952 года.
- Шугар Рэй (англ. Sugar Ray) Робинсон, чемпион по боксу, побеждает Джейка Ламотту в финальной схватке получившей название «Бойня в День святого Валентина».
- Пханмунджом (англ. Panmunjom), пограничная деревня в Корее, является местом проведения переговоров о перемирии между сторонами Корейской войны.
- Марлон Брандо (англ. Brando) номинирован на премию «Оскар» за «Лучшую мужскую роль» в фильме «Трамвай „Желание“».
- 29 марта на Бродвее стартует показ мюзикла «Король и я» (англ. The King and I) Роджерса и Хаммерштейна.
- Вышел в свет скандальный роман Дж. Д. Сэлинджера «Над пропастью во ржи» (англ. The Catcher in the Rye).

#### 1952
- Дуайт Эйзенхауэр (англ. Eisenhower) впервые избран президентом Соединённых Штатов, выиграв с перевесом в 442 голоса против 89 голосов выборщиков.
- Вакцина (англ. Vaccine) от полиомиелита проходит частные испытания у Джонаса Солка.
- В Англии появилась новая королева[англ.] (англ. England's got a new queen): Елизавета II наследует трон после смерти своего отца Георга VI и коронуется в следующем году.
- Рокки Марчиано (англ. Marciano) побеждает Джерси Джо Уолкотта, став чемпионом мира по боксу в супертяжелом весе.
- Начинается трансляция телепередачи Либераче (англ. Liberace) — «The Liberace Show».
- Прощай, Сантаяна (англ. Santayana goodbye): 26 сентября умирает Джордж Сантаяна, философ, эссеист, поэт и писатель.

#### 1953
- Иосиф Сталин (англ. Joseph Stalin), лидер Советского Союза, умирает 5 марта.
- Георгий Максимилианович Маленков (англ. Malenkov) сменяет Сталина находясь у власти в течение шести месяцев после его смерти. Маленков руководил сталинскими чистками, но его преемник Никита Хрущёв избежал подобной участи.
- Гамаль Абдель Насер (англ. Nasser) выступает в качестве истинной силы, стоящей за новой египетской нацией, в результате июльской революции президентом становится бывший министр внутренних дел Мухаммад Нагиб.
- 5 марта умирает русский композитор Сергей Прокофьев (англ. Prokofiev), в один день со Сталиным.
- Уинтроп Рокфеллер (англ. Rockefeller) и его жена Барбара участвуют в широко растиражированном разводе, кульминацией которого в 1954 году стало рекордные отступные в размере 5,5 миллионов долларов.
- Рой Кампанелла (англ. Campanella), итало-американский темнокожий бейсбольный кэтчер из «Бруклин Доджерс» во второй раз получает награду самого ценного игрока Национальной лиги.
- Восточный блок (англ. Communist bloc): восстание 1953 года в Восточной Германии подавлено Фольксполицей и Группой советских войск в Германии.

#### 1954
- Рой Кон (англ. Roy Cohn) уходит с поста главного юрисконсульта Джозефа Маккарти и начинает вести частную практику на фоне упадка маккартизма.
- Хуан Перон (англ. Juan Perón) проводит свой последний год на посту президента Аргентины перед сентябрьским переворотом 1955 года.
- Артуро Тосканини (англ. Toscanini) находится на пике своей дирижёрской славы, регулярно выступая с симфоническим оркестром NBC на национальном радио США.
- Синтезируется лавсан (англ. Dacron) одно из первых искусственных волокон, изготовленное из того же пластика, что и полиэстер.
- Падение Дьенбьенфу (англ. Dien Bien Phu falls). Французско-вьетнамский лагерь попадает под влияние сил Вьетминя под командованием Во Нгуен Зяпа, что знаменует конец французского Индокитая и ведет к созданию Северного Вьетнама и Южного Вьетнама как отдельных государств.
- «Rock Around the Clock» — хитовый сингл, выпущенный Биллом Хейли и его группой, вызвавший во всем мире интерес к рок-н-роллу.

#### 1955
- 18 апреля в возрасте 76 лет умирает Альберт Эйнштейн (англ. Einstein).
- Джеймс Дин (англ. James Dean) добивается признания после выхода фильмов «К востоку от Эдема» и «Бунтарь без причины», получает номинацию на премию «Оскар» и погибает в автомобильной катастрофе 30 сентября 1955 года в возрасте 24 лет.
- В Бруклине появляется команда-победитель[англ.] (англ. Brooklyn's got a winning team): бейсбольная команда «Бруклин Доджерс» выигрывают свою единственную мировую серию[англ.] перед переездом в Лос-Анджелес[англ.].
- «Дэви Крокетт»[англ.] (англ. Davy Crockett): диснеевский телевизионный мини-сериал о легендарном фронтирщике. Шоу стало огромным хитом среди молодёжи и вызвало недолгую волну популярности енотовой шапки[англ.] в качестве головного убора.
- Питер Пэн (англ. Peter Pan): через год после того, как компания Walt Disney выпустила анимационную экранизацию книги Дж. М. Барри, одноименный мюзикл[англ.] 1954 года с Мэри Мартин в главной роли в прямом эфире транслируется на канале NBC в цвете.
- 21 ноября Элвис Пресли (англ. Elvis Presley) подписывает контракт с лейблом RCA Records, тем дав старт своей музыкальной карьере, постепенно продолжая зарабатывать репутацию «Короля рок-н-ролла».
- 17 июля 1955 года открывается Диснейленд (англ. Disneyland) — первый тематический парк Уолта Диснея.

#### 1956
- Бриджит Бардо (англ. Bardot) снимается в своём первом мейнстримовом фильме «И Бог создал женщину» — обретая международную репутацию французской «секс-кошечки».
- Будапешт (англ. Budapest) становится центром венгерской революции 1956 года.
- Алабама (англ. Alabama) становится местом бойкота автобусных линий в Монтгомери, который в итоге приводит к отмене последних расовых законов в Соединённых Штатах. Роза Паркс и Мартин Лютер Кинг-младший занимают видное место в этих протестах.
- 25 февраля Никита Хрущёв (англ. Khrushchev) произносит свою знаменитую секретную речь, осуждающую «культ личности» Сталина.
- Принцесса Грейс (англ. Princess Grace) Келли появляется в своем последнем фильме «Высшее общество» и выходит замуж за принца Монако Ренье III.
- Выходит в свет бестселлер писательницы Грейс Металиус[англ.] «Пейтон Плейс»[англ.] (англ. «Peyton Place»). Хотя роман кажется мягким по нынешним стандартам, он вызвал шок в среде консервативных ценностей 1950-х годов.
- Заварушка в Суэце (англ. Trouble in the Suez): 29 октября начинается Суэцкий кризис, после того как Египет национализирует Суэцкий канал.

#### 1957
- Литл-Рок (англ. Little Rock) становится местом борьбы против интеграции[англ.], поскольку губернатор Арканзаса Орвал Фаубус[англ.] отстраняет Литл-Рокскую Девятку от посещения Центральной средней школы Литл-Рока[англ.], в ответ на это президент Эйзенхауэр развертывает в штате 101-ю десантно-штурмовая дивизию.
- Русский писатель Борис Пастернак (англ. Pasternak) публикует свой знаменитый роман «Доктор Живаго».
- Шестой год кряду знаменитый аутфилдер команды «Нью-Йорк Янкис» и звезда Американской лиги Микки Мэнтл (англ. Mickey Mantle) находится на пике своей спортивной карьеры.
- Джек Керуак (англ. Kerouac) публикует свой роман «На дороге», определяющее произведение поколения битников.
- Спутник (англ. Sputnik) становится первым искусственным спутником, запущенным Советским Союзом 4 октября, знаменуя собой начало космической гонки.
- Чжоу Эньлай (англ. Chou En-Lai), премьер Китайской народной республики[англ.], переживает покушение во время полёта на чартерном авиалайнере «Кашмирская Принцесса».
- Выходит в свет фильм «Мост через реку Квай» (англ. «Bridge on the River Kwai»), экранизация одноимённого романа 1954 года[англ.], который получает семь премий «Оскар», включая приз за «Лучшую картину».

#### 1958
- Ливан (англ. Lebanon) охвачен политическим и религиозным кризисом, который в конечном итоге влечет за собой вмешательство США.
- Шарль де Голль (англ. Charles de Gaulle) избран первым президентом Пятой французской республики по окончании алжирского кризиса.
- Начинается эра Калифорнийского бейсбола (англ. California baseball) после того, как «Бруклин Доджерс» и «Нью-Йорк Джайентс» переезжают в Калифорнию и становятся «Лос-Анджелес Доджерс» и «Сан-Франциско Джайентс» соответственно. Это первые команды, базирующиеся в главной бейсбольной лиге к западу от Канзас-Сити.
- Убийства Старквезера (англ. Starkweather homicide): разгул убийств Чарльза Старкуэзера захватывает внимание американцев — в период между 25 и 29 января он убивает одиннадцать человек (в основном в Линкольне, штат Небраска), прежде чем попадает в руки стражей правопорядка в городе Дуглас, штат Вайоминг.
- Дети талидомида (англ. Children of Thalidomide): многие беременные женщины, принимающие одноимённый препарат, рожают детей с пороками развития.

#### 1959
- 3 февраля в авиакатастрофе погибает Бадди Холли (англ. Buddy Holly), вместе с Ричи Валенсом и Биг Боппером. Это трагическое событие оказывает большое влияние на рок-н-ролл и молодёжную культуру. Билли Джоэл предваряет строчку характерным для манеры Холли вокальным элементом[англ.]: «Uh-huh, uh-huh».
- Фильм «Бен-Гур» (англ. «Ben-Hur»), экранизация романа Лью Уоллеса «Бен-Гур: история Христа» 1880 года, с Чарльтоном Хестоном в главной роли, получает одиннадцать рекордных премий «Оскар», включая приз за «Лучший фильм».
- Космические обезьяны (англ. Space Monkey): Эйбл и Мисс Бейкер становятся первыми животными, запущенными НАСА в космос (на борту рейса Jupiter AM-18) и вернувшимися на Землю живыми.
- Лидеры мафии (англ. Mafia) осуждены после Апалачинского гангстерского сбора, тем самым правоохранительная система США подтвердила существование мафии как общенациональной подпольной организации.
- Продажи хула-хупов (англ. Hula hoops) достигают 100 миллионов, что делает его самой модной игрушкой того времени.
- После революции на Кубе к власти приходит Фидель Кастро (англ. Castro). В том же году он посещает Соединённые Штаты с неофициальным двенадцатидневным визитом.
- Эдсел никуда не годится (англ. Edsel is a no-go): производство этой широко разрекламированной марки автомобилей заканчивается всего через три года из-за плохих продаж. Компания Ford терпит 250 миллионов долларов убытков.

### 1960-е

#### 1960
- U-2: американский самолёт-разведчик U-2, пилотируемый Фрэнсисом Гэри Пауэрсом, был сбит над Советским Союзом — инцидент становится началом международного кризиса 1960 года.
- Ли Сын Ман (англ. Syngman Rhee) был спасен ЦРУ после своего вынужденного ухода в отставку с поста лидера Южной Кореи из-за обвинений в подтасовке результатов выборов и незаконном присвоении более 20 миллионов долларов США.
- Пэйола (англ. Payola): Дик Кларк выступает перед Конгрессом США рассказывая о схеме незаконных выплат за проигрывание песен в радиоэфире. После этого Алан Фрид предан публичному позору.
- 8 ноября Джон Ф. Кеннеди (англ. Kennedy), сенатор от штата Массачусетс, побеждает вице-президента Ричарда Никсона на президентских выборах 1960-го года.
- Чабби Чекер (англ. Chubby Checker) популяризирует танец твист благодаря своей кавер-версии одноимённой песни.
- «Психо» (англ. «Psycho»): триллер Альфреда Хичкока, основанный на одноимённом бульварном романе Роберта Блоха и адаптированный Джозефом Стефано, становится вехой в графическом насилии и киносенсационализме. Звук скрипок, слышимый в этой части песни, является фирменным знаком саундтрека ленты.
- Бельгийцы в Конго (англ. Belgians in the Congo): 30 июня Республика Конго (Леопольдвиль) получает независимость от Бельгии, президентом страны становится Джозеф Касавубу, а премьер-министром — Патрис Лумумба.

#### 1961
- 2 июля американский писатель Эрнест Хемингуэй (англ. Hemingway) совершает самоубийство после длительной борьбы с депрессией.
- Адольфа Эйхмана (англ. Eichmann), «самого разыскиваемого» нацистского военного преступника, выслеживают в Аргентине и захватывают агенты Моссада. Его тайно доставляют в Израиль, где он предстает перед судом за преступления против человечества во время Второй мировой войны. В 1961 году его приговаривают к смертной казни через повешение.
- Книга «Чужак в чужой стране» (англ. «Stranger in a Strange Land»), написанная Робертом Хайнлайном, становится прорывным бестселлером тем сексуальной свободы и раскрепощения.
- Музыкант Боб Дилан (англ. Dylan) подписывает контракт с лейблом Columbia Records после рецензии критика Роберта Шелтона в газете The New York Times.
- Берлин (англ. Berlin) делится[англ.] на Западный и Восточный — после возведения Берлинской стены 13 августа, с целью предотвратить бегство[англ.] граждан Восточной Германии на Запад.
- Высадка в Заливе Свиней (англ. Bay of Pigs Invasion), попытка специально обученных Соединёнными Штатами кубинских эмигрантов[англ.] вторгнуться на Кубу и свергнуть Фиделя Кастро терпит неудачу.

#### 1962
- 16 декабря в Соединённых Штатах состоялась премьера оскароносного фильма «Лоуренс Аравийский» (англ. Lawrence of Arabia) по мотивам жизни Томаса Эдварда Лоуренса с Питером О’Тулом в главной роли.
- Британская битломания (англ. British Beatlemania): формируется окончательный состав британской рок-группы The Beatles — место барабанщика занимает Ринго Старр, а её менеджером становится Брайан Эпстайн (часто именуемый «пятым битлом»), в довершение этого музыканты подписывают контракт с мейджор-лейблом Parlophone. Вскоре они становятся самой известной рок-группой в мире, а слово «битломания» прочно укрепляется в печатных СМИ и становится нарицательным из-за беспрецедентного энтузиазма их поклонников. В 1964 году турне группы по США ознаменовало начало «британского вторжения».
- Битва при Оксфорде[англ.] (англ. Ole Miss): в результате принудительного зачисления чернокожего студента Джеймса Мередита в Университет Миссисипи происходит столкновение между южанами-сегрегационистами и федеральными силами штата.
- 20 февраля Джон Гленн (англ. John Glenn) совершил первый американский пилотируемый орбитальный полет под названием «Дружба 7».
- Листон бьёт Паттерсона (англ. Liston beats Patterson): 25 сентября Сонни Листон и Флойд Паттерсон сражаются за статус чемпиона мира в супертяжелом весе — поединок заканчивается нокаутом в первом раунде. Питерсон впервые в истории терпит поражение — первое из восьми в его 20-летней профессиональной карьере.

#### 1963
- Папа Павел (англ. Pope Paul): кардинал Джованни Монтини избирается на папский престол и принимает папское имя Павел VI.
- Малкольм Икс (англ. Malcolm X) делает свое известное заявление «курицы вернулись на насест» — «беда отозвалась бедой»[10], комментируя убийство Кеннеди, тем самым вынуждая Нацию ислама осудить его; примерно пятнадцать месяцев спустя его самого убивают перед подготовкой к выступлению.
- Британский политический секс (англ. British politician sex): британский государственный секретарь Джон Профьюмо совершает половой акт с танцовщицей Кристиной Килер, после чего лжёт под присягой, когда его спрашивают об этом инциденте в Палате общин. Когда раскрывается правда, эта ситуация приводит к отставке политика и подрывает доверие к премьер-министру Гарольду Макмиллану.
- 22 ноября убивают Джона Кеннеди (англ. JFK blown away) во время поездки президента в открытом кабриолете по Далласу.

#### 1965
- Контроль над рождаемостью (англ. Birth control): в начале 1960-х годов в продаже впервые появляются оральные контрацептивы, известные в народе как «таблетки», и пользуются огромной популярностью. В 1965 году Эстелль Грисволд[англ.] оспаривает закон штата Коннектикут запрещающий контрацептивы. В 1968 году папа Павел VI выпускает папскую энциклику под названием Humanae vitae, которая подтверждает католическое учение о том, что искусственное регулирование рождаемости является грехом.
- Хо Ши Мин (англ. Ho Chi Minh): вьетнамский коммунист, занимавший пост президента Вьетнама в период с 1954 по 1969 годы. 2 марта с бомбардировки линии снабжения Хо Ши Мина из Северного Вьетнама к повстанцам Вьетконга на юге начинается операция «Раскатистый гром». 8 марта в Южном Вьетнаме высаживаются первые американские боевые части — 3500 морских пехотинцев.

#### 1968
- Ричард Никсон вернулся (англ. Richard Nixon back again): в 1968 году бывший вице-президент Никсон избирается на пост президента.

#### 1969
- Лунный прорыв (англ. Moonshot): экипаж космического корабля «Аполлон-11» совершает первую в истории пилотируемую высадку на Луну.
- Вудсток (англ. Woodstock): знаменитый рок-фестиваль 1969 года, ставший воплощением контркультурного движения.

### 1970е

#### 1972—1975
- Уотергейт (англ. Watergate): политический скандал, который начался после взлома штаб-квартиры Национального комитета Демократической партии[англ.] в Уотергейтском офисном комплексе (Вашингтон, округ Колумбия), в период президентской кампании 1972 года. После взлома офиса начали распространяться слухи, что президент Ричард Никсон мог знать о взломе и пытался его скрыть. В итоге скандал привел к отставке Никсона 9 августа 1974 года; на сегодняшний день этот случай единственный за историю США, когда президент прижизненно досрочно прекратил исполнение обязанностей.
- Панк-рок (англ. Punk rock): негативная реакция молодых музыкантов на прогрессивную-рок-сцену начала 1970-х приводит к появлению нового музыкального направления, пионерами которого становятся группы Ramones (основанная в 1974 году) и Sex Pistols (сформированная годом позже).

#### 1976—1977
(Примечание: событие 1976 года было помещено Джоэлом между событиями 1977 года, с целью сделать более удачную ритмику песни.)
- В 1977 году премьер-министром Израиля становится Менахем Бегин (англ. Begin). Годом позже он начинает переговоры о заключении израильско-египетского мирного договора, по итогу которого становится лауреатом Нобелевской премии мира.
- Рональд Рейган (англ. Reagan), бывший губернатор Калифорнии, в 1976 году начинает свою вторую президентскую кампанию. В конце концов он побеждает на следующих выборах в 1980 году.
- Палестина (англ. Palestine): продолжающийся израильско-палестинский конфликт обостряется по мере того, как израильтяне создают поселения на Западном берегу реки Иордан — землях, до этого контролируемых Иорданией (на них проживали нееврейские палестинцы после войны 1948 года) — вскоре после избрания Бегина.
- Воздушные террористические акты (англ. Terror on the airline): происходят многочисленные угоны самолётов, в частности палестинский угон рейса 139 авиакомпании Air France и последующая операция «Энтеббе» в Уганде.

#### 1979
- Аятоллы в Иране (англ. Ayatollahs in Iran): во время Иранской революции 1979 года свергается прозападный шахиншах Мохаммед Реза Пехлеви (придерживающийся светского государственного устройства), власть переходит к аятолле Рухоллу Хомейни, пребывавшему много лет в изгнании, который создаёт первую исламскую республику.
- Русские в Афганистане (англ. Russians in Afghanistan): после введения советских войск в Афганистан (24 декабря) руководство СССР начинает десятилетнюю войну.

### 1980-е

#### 1981
- Колесо Фортуны (англ. Wheel of Fortune): хитовое телевизионное игровое шоу, выходящее в эфир с 1975 года, претерпело несколько важных изменений в начале 1980-х годов — в 1981 году новым ведущим становится Пэт Саджак[англ.], годом позже в качестве его ассистентки приглашают Ванну Уайт, а в 1983 году телепередача переходит на систему синдикации, все три этих фактора остаются в актуальными и по сей день (2020 год).

#### 1983
- 18 июня Салли Райд (англ. Sally Ride) становится первой американской женщиной-космонавтом, отправившись в космос на борту шаттла «Челленджер» по программе STS-7.
- Хэви-металлический суицид (англ. Heavy metal suicide): в 1970-х и 1980-х годах набирает популярность музыкальный жанр хэви-метал. В этот период на Оззи Осборна и группу Judas Priest подают в суд из-за самоубийств их фанатов, якобы связанных с прослушиванием их песен «Suicide Solution»[англ.] и «Better By You, Better Than Me»[англ.] соответственно.
- Внешние долги (англ. Foreign debts): постоянные торговые и бюджетные дефициты во всем мире приводят к долговому кризису, который начался годом ранее, когда Мексика заявила, что она больше не сможет обслуживать свой долг. За этим следует ряд суверенных дефолтов по всему миру — одна страна за другой заявляют о подобной неспособности погасить задолженность.
- Бездомные ветераны (англ. Homeless vets): ветераны Вьетнамской войны, в том числе большое количество инвалидов, остались без крова и обнищали, чему свидетельствовали многочисленные публикаций в СМИ.
- СПИД (англ. AIDS): совокупность симптомов и инфекций у человека, возникающих в результате специфического повреждения иммунной системы, вызванного заражением вирусом иммунодефицита человека (ВИЧ). Впервые он был обнаружен и признан именно в 1980-х, после чего постепенно перерос в пандемию.
- В середине — конце 1980-х годов в Соединённых Штатах резко возросло употребление крэк-кокаина (англ. Crack).

#### 1984
- 22 декабря Берни Гетц (англ. Bernie Goetz) застрелил четырёх молодых чернокожих мужчин, которые, по его словам, пытались ограбить его в нью-йоркском метро. Гетцу было предъявлено обвинение в покушении на убийство, но он был оправдан, хотя в итоге всё-таки провел некоторое время в тюрьме за ношение нелицензированного оружия.

#### 1988
- На берегах пляжей Лонг-Айленда, Нью-Джерси и Коннектикута были найдены медицинские отходы[англ.] (англ. Hypodermics on the shore)[11], после того, как они были незаконно сброшены в море. До этого события на сброс отходов в океаны систематически закрывали глаза. Впоследствии этот инцидент был назван одним из важнейших поворотных моментов в общественном мнении об охране окружающей среды.

#### 1989
- Китай находится на военном положении (англ. China’s under martial law): 20 мая Китай объявляет военное положение, что приводит к применению вооруженных сил против протестующих студентов, чтобы положить конец протестам на площади Тяньаньмэнь.
- Рок-н-ролльные кока-кольные войны[англ.] (англ. Rock-and-roller cola wars): гиганты безалкогольных напитков, компании Coke и Pepsi, проводят масштабные маркетинговые кампании с привлечением звёзд рок-н-ролла и поп-музыки для охвата новой подростковой и молодёжной аудитории.

## Фотографии
В музыкальном клипе за спиной исполнителя сгорают несколько исторических фотографий:
- Фотография «Студебеккера»
- «Death Slump at Mississippi Lynching» — фотография привязанного к дереву линчёванного афроамериканца.
- Фотография казни Нгуена Ван Лема — одна из самых знаменитых фотографий Вьетнамской войны и символ жестокости гражданской войны.
- Фотография убийства Ли Харви Освальда.
- На последней фотографии, изображен Оливер Норт, бывший офицер Совета национальной безопасности, обвиняемый в деле «Иран — контрас».

## Дополнительно
- Из 56 человек, упомянутых в песне поимённо, по состоянию на сентябрь 2024 года живы четверо: Брижит Бардо, Чабби Чекер, Боб Дилан и Бернард Гетц.
- Только два человека, бывшие президенты США Джон Ф. Кеннеди и Ричард Никсон, упоминаются в песне дважды.

## Хит-парады
| Хит-парад (1989—1990)                     | Высшая позиция |
| ----------------------------------------- | -------------- |
| Австралия (ARIA)                          | 2              |
| Австрия (Ö3 Austria Top 40)               | 7              |
| Бельгия (Belgian Singles Chart, Flanders) | 6              |
| Канада (RPM Top Singles)                  | 2              |
| Нидерланды (Dutch Top 40)                 | 11             |
| Германия (GfK)                            | 4              |
| Ирландия (Irish Singles Chart)            | 3              |
| Япония (Japanese Singles Chart)           | 11             |
| Новая Зеландия (Recorded Music NZ)        | 5              |
| Великобритания (OCC UK Singles)           | 7              |
| США (Billboard Hot 100)                   | 1              |
| США (Billboard Adult Contemporary)        | 5              |
| США (Billboard Mainstream Rock)           | 6              |

| Хит-парад (1989)                     | Позиция |
| ------------------------------------ | ------- |
| Австралия (Australian Singles Chart) | 37      |
| Бельгия (Flanders)                   | 65      |
| Канада (RPM Top Singles)             | 77      |
| Германия (German Singles Chart)      | 49      |
| Великобритания (UK Singles Chart)    | 72      |
| Хит-парад (1990)                     | Позиция |
| Канада (RPM Top Singles)             | 50      |
| США (US Top Pop Singles Billboard)   | 35      |

| Хит-парад (1958—2018)      | Позиция |
| -------------------------- | ------- |
| США (US Billboard Hot 100) | 354     |

## Сертификация
| Регион | Сертификация  | Продажи   |
| --- | ------------- | --------- |
| Австралия (ARIA) | Золотой       | 35 000^   |
| Канада (Music Canada) | Золотой       | 50 000^   |
| Великобритания (BPI) | 2× Платиновый | 1 200 000 |
| США (RIAA) | Платиновый    | 1 000 000 |
| ^ Данные о тиражах приведены только на основе сертификации. · Данные о продажах + прослушиваниях приведены только на основе сертификации. |               |           |

## Участники записи
- Билли Джоэл — вокал, клавинет[англ.], перкуссия
- Либерти Девитто[англ.] — ударные, перкуссия
- Дэвид Браун — соло-гитара
- Джоуи Хантинг — ритм-гитара
- Кристал Талиферо[англ.] — бэк-вокал, перкуссия
- Шуйлер Дил — бас-гитара
- Джон Махоуни — клавишные
- Сэмми Мерендино — электронная перкуссия
- Кевин Джонс — программирование клавишных
- Даг Клигер — звуковые эффекты и аранжировка